# Grillenparz
Grillenparz är en kulle i Österrike.   Den ligger i distriktet Kirchdorf och förbundslandet Oberösterreich, i den centrala delen av landet, 170 km väster om huvudstaden Wien. Toppen på Grillenparz är 842 meter över havet, eller 131 meter över den omgivande terrängen. Bredden vid basen är 2,0 km.
Terrängen runt Grillenparz är huvudsakligen kuperad, men söderut är den bergig. Närmaste större samhälle är Micheldorf in Oberösterreich, 4,8 km söder om Grillenparz. 
I omgivningarna runt Grillenparz växer i huvudsak blandskog. Runt Grillenparz är det ganska glesbefolkat, med 45 invånare per kvadratkilometer.